# Разоблачённое христианство
«Разоблачённое христианство, или Рассмотрение начал христианской религии и её последствий» (во французском варианте — Le christianisme dévoilé, ou Examen des principes et des effets de la religion chrétienne) — антихристианское сочинение, опубликованное в Нанси предположительно в 1766 году под псевдонимом. Приписывается французскому философу-просветителю и энциклопедисту барону д’Ольбаху. 
В своём первом религиоведческом труде, посвящённом критике религии, автор обращает внимание на противоречивые, по его мнению, аспекты христианской веры, резко осуждая моральное и политическое влияние христианства, а также его духовенства. Изложенные в книге идеи находят отражение в более поздних работах д’Ольбаха, однако здесь ещё отсутствуют открытые атеистические заявления, а критика направлена преимущественно против христианства, а не религии в целом.
В отличие от предшествующих антирелигиозных публикаций, «Разоблачённое христианство» не содержит анализа исторического происхождения религий или попыток предложить деистическую альтернативу, а откровенно позиционирует себя как антихристианское пропагандистское сочинение. Книга вызвала оживлённую реакцию в философских и просветительских кругах и была конфискована французскими властями сразу после выхода в свет.

## Авторство
Книга была опубликована за авторством «покойного месье Буланже» (фр. Feu M. Boulanger). Уже современники сомневались в авторстве Никола Антуана Буланже, известного своими посмертно изданными философско-историческими трудами, и выдвигали предположения о настоящем авторе. В 1766 году Вольтер письме к материалисту Гельвецию выразился так:
Кому принадлежит это сочинение, приписываемое Болингброку, Буланже, Фрере? Ах, друзья мои! Какое значение имеет автор произведения?
Сам Вольтер, часто пользовавшийся псевдонимами, тоже не избежал подозрений. В переписке 1768 года он назвал автором своего недавно умершего друга Этьена-Ноэля Дамилавиля (1723—1768), вероятно, чтобы отвести подозрения от себя. 
Приписывание книги Буланже, скорее всего, связано с созвучием названия с его трудом L'antiquité dévoilée (полное название — L'Antiquité dévoilée parses usages, рус. Античность как она есть, в её обычаях). С конца XVIII века «Разоблачённое христианство» включали в собрания сочинений Буланже. Версия о Дамилавиле как авторе также периодически выдвигалась. Писатель и критик Жан-Франсуа де Лагарп утверждал, что Дамилавиль записал часть текста под диктовку Дидро, хранил у себя экземпляры книги и продавал их по 10 экю за штуку. 
Однако библиотекарь и библиограф Антуан-Александр Барбье опроверг утверждения Лагарпа и указал на Поль-Анри Гольбаха как на настоящего автора. По словам Барбье, рукопись была доверена Жану-Франсуа де Сен-Ламберу, который отдал её в печать нансийскому издателю Леклерку. Из-за неосторожности издатель едва не навлёк неприятности и на автора, и на того, кто доставил рукопись. Отпечатанные экземпляры попали в Ферне, откуда Вольтер отправил первые два Дамилавилю, а затем офицеры переправили книги в Париж крупными партиями. 
Ещё до Барбье Сильвен Марешаль в своём «Словаре древних и новых атеистов» назвал автором Гольбаха. Через два десятилетия это подтвердил Андре Морелле.
Анализ характерных стилистических особенностей Гольбаха, проведённый Рудольфом Бестхорном, выявил явные соответствия. Хотя типичные для Гольбаха повторы и отсылки к предыдущим рассуждениям присутствуют не в такой степени, как в «Системе природы» (1770 году), смысловые параллели с его достоверными произведениями, включая дословные совпадения, подтверждают авторство и исключают Буланже, Вольтера и Дамилавиля как возможных создателей текста. Участие Дидро в написании книги не доказано, однако его косвенные высказывания 1762 года свидетельствуют, что он и Гельвеций были знакомы с этой и другими работами Гольбаха и давали автору советы. 

## Датировка
Самое раннее известное издание книги «Разоблачённое христианство» указывает на титульном листе 1756 год как дату публикации. Однако это число, вероятно, ошибочно или намеренно искажено, поскольку указанный в качестве покойного автора Никола-Антуан Буланже скончался лишь три года спустя. Предисловие к произведению датировано 4 мая 1758 года. Кроме того, в тексте цитируется работа Recherches sur l'origine du despotisme oriental (рус. Исследования о происхождении восточного деспотизма), вышедшая только в 1761 году. 
Поскольку в первом издании нет упоминаний о событиях после 1761 года, логично предположить, что книга была опубликована именно тогда. Эта версия совпадает с данными, приведёнными в Dictionnaire des ouvrages anonymes et pseudonymes (рус. Словарь анонимных и псевдонимных произведений) Барбье. Однако более вероятной датой первого издания считается 1766 год, так как именно с этого времени произведение начинает часто упоминаться в философской переписке и других документах. В пользу более поздней даты говорит и тот факт, что на титульном листе одного из экземпляров в Национальной библиотеке первоначально указанный год MDCCLVI (1756) был исправлен путём добавления римской цифры «X» (10), в результате чего получилось MDCCLXVI (1766). Дополнительным аргументом служит анализ бумаги ранних изданий: водяные знаки соответствуют 1762 или 1763 году. 
Рукопись не могла быть завершена раньше 1762 года, поскольку цитируемое сочинение Буланже Recherches sur l'origine du despotisme oriental впервые упоминается только в январе 1762 года. В то же время обращает на себя внимание, что другая его работа, L'antiquité dévoilée, вовсе не упоминается в тексте, хотя её печать была анонсирована в ноябре 1765 года. Из этого можно сделать вывод, что рукопись «Разоблачённого христианства» была завершена между 1762 и концом 1765 года, а опубликована в 1766 году.

## Структура
Произведение предваряется предисловием, написанным в форме ответа на якобы полученное от читателя письмо, в котором уже обозначены ключевые идеи книги. После вводной части, обосновывающей необходимость критического переосмысления религии, в первых двух главах излагается краткая история иудаизма и христианства. Далее подробно разбираются и подвергаются критике основные догматы христианского вероучения. Особое внимание Гольбах уделяет христианской морали — глава о христианских добродетелях является самой объёмной во всём сочинении. За разделом о религиозных обязанностях и обрядах следует анализ политического влияния религии и священнослужителей. В заключительной части подводятся итоги и отдельно рассматриваются задачи просвещённого правителя.
В своём труде Гольбах выдвигает множество разнообразных возражений против христианства. Его аргументы, относящиеся к области практической философии, включают моральные претензии к библейскому Богу, анализ проблем человеческих действий, критику христианской этики и добродетелей, а также ряд замечаний из сферы политической философии. С точки зрения теоретической философии автор оспаривает понятийный аппарат христианского вероучения, касающийся свойств Бога, а также затрагивает вопросы философии языка и теории познания.
Хотя книга адресована читателям со средним уровнем образования, которых следовало убедить максимально быстро, Гольбах снабдил текст многочисленными ссылками на источники. Помимо исторических трудов, в нём цитируются различные критические работы о религии, включая сочинения Жана Мелье, Питера Аннета (1693—1769), Томаса Вулстона (1668—1733) и Энтони Коллинза. Материал, изложенный в «Разоблачённом христианстве», в основном встречается и в других сочинениях той эпохи. Новизна заключается в систематизированном и предельно убедительном изложении, которое не считается с тактическими политическими соображениями. 
| Названия глав | Названия глав                                                                                            | Названия глав |
| ------------- | --- | ------------- |
| Предисловие   | |               |
| Глава 1       | Введение. О необходимости критического отношения к религии и о препятствиях, встречающихся на этом пути. |               |
| Глава 2       | Краткая история еврейского народа.                                                                       |               |
| Глава 3       | Краткая история христианства.                                                                            |               |
| Глава 4       | О христианской мифологии, или о тех представлениях, которые христианство дает нам о боге и путях его.    |               |
| Глава 5       | Об откровении.                                                                                           |               |
| Глава 6       | О доказательствах христианской религии: о чудесах, о пророчествах, о мучениках.                          |               |
| Глава 7       | О тайнах христианской религии.                                                                           |               |
| Глава 8       | Другие христианские тайны и догматы.                                                                     |               |
| Глава 9       | О ритуале, таинственных обрядах и теургии христиан.                                                      |               |
| Глава 10      | О священных книгах христиан.                                                                             |               |
| Глава 11      | О христианской морали.                                                                                   |               |
| Глава 12      | О христианских добродетелях.                                                                             |               |
| Глава 13      | О христианском культе и об обязанностях христианина.                                                     |               |
| Глава 14      | О политических последствиях христианской религии.                                                        |               |
| Глава 15      | О церкви, или о христианском духовенстве.                                                                |               |
| Глава 16      | Заключение.                                                                                              |               |

## Содержание

### Предисловие и введение
В предисловии Гольбах отвечает на предполагаемое письмо читателя, который, с одной стороны, соглашается с критикой христианских верований, но, с другой стороны, возражает, что простому народу необходима религия, иначе ничто не удержит его от преступлений. Гольбах парирует, что народ сдерживают не религиозные догмы, а законы, и потому задаёт критику вопрос: не относится ли тот к числу «малодушных мыслителей», которые полагают, будто «истина может навредить». Всё указывает на то, что предисловие адресовано Вольтеру и что Гольбах заранее стремился опровергнуть его ожидаемые возражения против содержания книги. 

Во введении Гольбах поясняет, что поклонение Богу не должно быть обусловлено ожиданием награды или наказания с его стороны. Человеку следует применять разум, чтобы понять причины своих желаний и страхов, но лишь немногие к этому готовы. Отдельный индивид, будь он беден или богат, придерживается веры лишь потому, что был так воспитан и обучен с детства. Именно таким образом религиозные представления сохранялись на протяжении веков:
Самый верный способ обмануть людей и увековечить их предрассудки, это — обманывать их с детства. Почти у всех современных наций школа ставит себе целью воспитывать одних фанатиков, святош, монахов, другими словами — людей, вредных или бесполезных для общества.
Поскольку христианская религия приписывает своему Богу, изображённому как жестокий и злобный, роль нравственного образца, она принесла народу лишь ненависть, раздоры и насилие. Даже короли и правители ничего не выиграли от христианства, поскольку им всегда приходилось подчиняться церкви. Тем важнее, по мысли Гольбаха, приподнять завесу христианства и исследовать его основополагающие принципы.

### История и происхождение иудео-христианских религий (главы 2 и 3)
Автор кратко и сухо излагает историю иудейской и христианской религии, лишь вскользь затрагивая подход Фонтенеля (О происхождении мифов) и Буланже (L'antiquité dévoilée), которые стремились через исторический анализ раскрыть психологические причины возникновения религиозных представлений. Гольбах намеренно описывает происхождение еврейского народа как нечто заурядное и малозначительное — будто бы это племя, обитавшее в глухом уголке, незаметное среди других народов, — тем самым лишая его историю всякой достоверности. В дополнение к бесперспективному первоначальному положению этого народа добавляется его суеверие и невежество. Моисей сделал евреев «извергами», которые ненавидели других богов и, как сообщается в Первой книге Царств, варварски расправлялись с остальными народами. Будучи рабами разных народов, евреи — всегда становившиеся жертвой своего суеверия — подвергались жестокому и «заслуженному» обращению, став ещё более фанатичными под властью римлян. Именно в таких обстоятельствах, как утверждает его антииудейская трактовка Ветхого Завета, еврейский народ ожидал прихода Мессии. 
Происхождение христианства изложено в столь же бесстрастной, а порой и саркастической манере. Бедный иудей, внезапно объявивший себя Сыном Божьим и сумевший убедить в этом невежественных последователей, в итоге был казнён своими же соплеменниками. Гольбах подчёркивает египетское, финикийское, платоническое и другие влияния на эту новую религию, которую он охарактеризовал «неуклюжей стряпнёй» — к этой теме он неоднократно обращается в последующих главах. Поначалу только бедняки среди иудеев и язычников восприняли идею Бога, враждебного богатым и сильным, и лишь когда римские императоры, вынужденно принявшие христианство, даровали церкви независимость, та смогла укрепиться и добиться господства. Противоречие между проповедуемой христианами любовью к ближнему и их фанатичной жестокостью Гольбах объясняет наследием иудейского Бога, чей грозный образ лишь усугубился учением о вечных адских муках. 

### Откровение и содержание христианской веры (главы 4—8)
Гольбах стремится провести чёткую грань между фактами и религиозными мифами; лишь после исторического анализа, представленного в предыдущих главах, его работа обращается к вопросу откровения. С самого начала автор последовательно раскрывает несостоятельность христианских догматов, начиная с ироничного описания библейского мифа о сотворении мира: «Не успел этот человек, единственная цель трудов его бога, увидеть свет, как творец поставил ему ловушку, причем отлично знал, что человек не может не попасться в нее». Столь же абсурдным, по его мнению, представляется искупительная жертва Иисуса Христа. Проблема теодицеи — вопрос о том, как совместить существование зла в мире с предполагаемой благостью Бога — не находит разрешения ни в ссылках на дьявола, ни в утверждениях о непостижимости божественных замыслов.
Критикуя попытки оправдать неясность божественного промысла доводами о его «непостижимой тайне», Гольбах приводит характерный аргумент богословов: поведение Бога есть неисповедимая загадка, человек не вправе его судить, слабый разум теряется, пытаясь проникнуть в глубины божественной мудрости, а потому следует молча поклоняться и трепетно подчиняться воле Божьей, открытой через откровение. Однако, как подчёркивает автор, откровение не может служить доказательством собственной истинности, и сомнения в его достоверности нельзя отбросить, просто объявив их «тайной». Ведь всеблагой Бог, если бы он существовал, выражался бы ясно и однозначно для всех, чего явно не наблюдается, учитывая бесконечные разночтения в толковании Библии даже среди теологов.
Христианство, утверждает Гольбах, не имеет никаких преимуществ перед любыми другими «суевериями, которыми наводнён мир», например, верой в Брахму или Одина. Серьёзных доказательств чудес не существует; они были придуманы только для того, чтобы убедить людей в невозможном. Расплывчатые пророчества Ветхого Завета люди старались оправдать путём натянутых толкований и аллегорий, а мученики ничего не доказывают, ибо фанатизм — далеко не единственное чувство, способное породить жертвенность.
Автор ставит под сомнение совместимость таких качеств, как бесконечность, вечность, всемогущество и справедливость, с библейским образом Бога. Догмат о Троице, по его мнению, можно обосновать лишь насильственными толкованиями Писания, а учения о воплощении и воскресении явно заимствованы из других религий. Идея ада не только противоречит понятию милосердного Бога, но и служит инструментом подавления человеческого разума. При этом, замечает Гольбах, не страх перед раем и адом удерживает людей от порока, а разумные законы и просвещение. Ангелы, пишет Гольбах, являются в воображении христиан тем же, чем нимфы, лары и феи были в представлении язычников и римлян. Вновь проводя параллели, он указывает, что образ сатаны восходит к более древним культам, а концепция чистилища заимствована у Платона.

### Отправление веры и Священное Писание (главы 9 и 10)
После рассмотрения основных положений христианского вероучения Гольбах кратко затрагивает «детские и смехотворные обряды» христиан. Крещение он называет «непостижимым для разума таинством, действенность которого опровергается опытом», поскольку и после этого обряда люди продолжают совершать грехи. То же касается пресуществления (превращения хлеба и вина в тело и кровь Христа), исповеди, молитвы и экзорцизма — здесь «всё есть таинство, всё есть магия, всё непостижимо». Далее автор вкратце разбирает содержание священных книг. В отличие от современных ему теологов, трактовавших отдельные библейские фрагменты аллегорически, Гольбах воспринимал слова Писания буквально. Уже первые строки Библии, по его мнению, свидетельствуют о «глубоком невежестве в законах физики» и содержат множество противоречий. Всё Ветхозаветное писание он считал «неуклюжей компиляцией, куда вкраплены тёмные и бессвязные откровения». Новый Завет также не вызывал у него доверия: он указывал на многочисленные расхождения между Евангелиями. При таком качестве текста, замечает Гольбах, неудивительно, что христиане веками спорят о том, чего же хочет от них их Бог:
Таким образом, эта тёмная книга стала для них яблоком раздора, неиссякаемым источником конфликтов, арсеналом, снабжавшим оружием самые противоположные партии. У геометров нет никаких споров относительно основных начал своей науки — по какой же превратности судьбы книга, почитаемая христианами, содержащая основы их божественной религии, от которой зависит их вечное блаженство, почему, повторяю, эта книга столь непонятна и подвержена спорам, из-за которых так часто проливались потоки крови!

### Христианские мораль и добродетели (главы 11—13)
Гольбах отвергает представление о том, что без сверхъестественного откровения невозможна мораль. В действительности мораль как необходимый элемент общества существовала всегда. Мыслители дохристианских эпох — Сократ, Конфуций или гимнософисты — ни в чём не уступали Иисусу Христу и опровергали христианские притязания на исключительное обладание такими ценностями, как справедливость, патриотизм, терпение или кротость. Христианство, вовсе не придавая святости этим принципам, напротив, только делает их ненадёжными, потому что своенравный Бог не может служить твёрдой моральной основой. Поскольку идея жестокого Бога всегда производила на фанатиков более сильное впечатление, чем идея Бога благосклонного, христианство стало причиной большего количества кровопролитий, чем любое языческое суеверие. Вместо того, чтобы пресекать преступления, взывая к Богу, следует учить «естественной морали»:
Запрещать разврат, преступления и пороки надо не на том основании, что это грехи, запрещаемые богом и религией, а потому, что всякие излишества вредны для жизни человека, подвергают его общественному презрению и противны разуму, который требует самосохранения человека, они противны также природе, которая требует, чтобы он работал над своим длительным счастьем. 

Христианские добродетели Гольбах считает малопригодными для человека. Любовь к несправедливому и внушающему страх Богу едва ли возможна, а если и проявляется, то сопровождается фанатизмом: «верного христианина должны возмущать люди, оскорбляющие его бога».Именно этим объясняются миссионерство и связанное с ним насилие. Если мягкосердечные натуры испытывают к Богу романтическое благоговение, то лишь потому, что видят в нём лишь милосердное начало, игнорируя его устрашающие качества. Любовь к ближнему или врагу противоречит здравому смыслу, ведь любить можно лишь того, кого знаешь и кто способствует твоему счастью. Ослеплённые надеждой на вечную жизнь, верующие упускают из виду земное счастье, а католическая добродетель смирения принижает человека и лишает его деятельной энергии. С не меньшей резкостью Гольбах осуждает целибат и запрет на развод. В целом, заключает он, подлинная мораль несовместима с христианской религией:
Все добродетели, почитаемые христианством, либо утрированы и фанатичны, либо стремятся сделать человека пришибленным, жалким и несчастным; если же они внушают мужество христианину, он становится упрямым, самонадеянным, жестоким и вредным для общества
Молитва абсурдна ещё и потому, что противоречит утверждаемой неизменности Бога; иными словами, она предполагает существование капризного Божества. Религиозные праздники приводят к бесполезному прекращению важных дел. В отличие от других культов, христианство делает своих последователей зависимыми от священников через крещение, исповедь и угрозу отлучения. Вместо того чтобы воспитывать полезных и просвещённых граждан, оно с самого начала внушает людям предрассудки, выгодные исключительно духовенству.

### Политическое и социальное влияние духовенства (главы 14 и 15)
После рассмотрения христианской этики автор обращается к анализу политических последствий христианства. Гольбах приходит к выводу, что во всех христианских странах формируются две противостоящие друг другу системы законов, ведущие между собой борьбу, в результате чего церковь создаёт «государство в государстве». Из-за неизбежных раздоров между христианскими конфессиями, между ортодоксами и еретиками, политическая власть вынуждена постоянно вмешиваться. При этом церковь всегда стремилась манипулировать правителями и монархами в своих интересах. Это, по его мнению, приводит к тирании, под гнётом которой научная, экономическая, культурная и общественная жизнь государства приходит в упадок. В то же время просвещённый и справедливый правитель, искренне заботящийся о благополучии своих подданных, не нуждается в поддержке суеверий.
Гольбах связывает тиранические притязания церкви с самой христианской доктриной, опирающейся на непогрешимый божественный авторитет. В историческом экскурсе он показывает, как накопленные ранними епископами богатства породили раздоры и борьбу за власть среди духовенства, пока епископ Рима не вознёсся на вершину, установив теократическое правление. В конечном счёте, католическая религия, по его мнению, была создана исключительно для укрепления власти священников, а Реформация оказалась неудачной попыткой, не сумевшей освободиться от суеверий. Христианское общество, заключает он, само ответственно за те беды, которые приносит ему власть духовенства.

### Заключение (глава 16)
Заключительные слова «Разоблачённого христианства» обращены в основном к власть имущим, что было вполне типично для произведений того времени. Гольбах утверждает, что представителям власти выгодно освободиться от влияния христианской религии и её духовенства. Его определение религии с политической точки перекликается с позднейшими религиозно-критическими тезисами Маркса:
Религия, это — искусство одурманивать людей с целью отвлечь их мысли от того зла, которое причиняют им в этом мире власть имущие.
Просвещённый государь, а не церковь, должен, по мнению Гольбаха, быть источником нравственных принципов и гарантом справедливости. Даже если христианство удерживает некоторых людей от преступлений — что само по себе сомнительно — эти преимущества несопоставимы с колоссальным вредом, нанесённым данной религией. В отличие от Вольтера, ориентировавшего свою просветительскую программу на образованные слои общества, Гольбах выступал за всеобщее образование, доступное людям любого происхождения. 
Гольбах оптимистично заключает, что власть имущим нечего бояться просвещённого народа и что в конечном итоге истина и разум восторжествуют. Хотя Гольбах тоже в конечном итоге возлагает свои надежды на просвещённого монарха, он отходит от замысла Вольтера привлечь правителей на сторону Просвещения, не восставая против старого общественного порядка. 

## Конфискация и преследования
1 сентября 1766 года начальник парижской полиции Сартин зафиксировал распространение книги в столице и поручил Жозефу д’Эмери любыми средствами предотвратить её дальнейший сбыт. Весной 1767 года у некой мадам Ле Жён были конфискованы 200 экземпляров издания. В 1768 году стало известно, что некий Бако предлагал эту книгу к продаже. Разносчик книг Лефевр, у которого в том же году среди ряда философских новинок обнаружили и экземпляры «Разоблачённого христианства», был арестован и неоднократно осуждён. В октябре 1768 года полиция задержала приказчика Жоссерана, старьёвщика Лекюйе и его жену за продажу книг, «противоречащих добрым нравам и религии»,включая сочинение Гольбаха.  Этот случай подтвердил, что произведение вызывало интерес даже среди низших слоёв общества. Все трое были приговорены к трёхдневному стоянию у позорного столба, Жоссеран — к клеймению и девяти годам каторги, Лекюйе — к клеймению и пяти годам галер, а его жена — к пяти годам исправительного дома. Несмотря на многочисленные предыдущие судимости Лекюйе, наказание оказалось исключительно суровым и вызвало возмущение в философских кругах. 
«Разоблачённое христианство» вошло в число книг, осуждённых на общих собраниях французского духовенства (фр. Assemblées du clergé, созывались каждые пять лет) в 1770 и 1775 годах. В августе 1770 года судебным постановлением несколько книг и брошюр, включая экземпляры труда Гольбаха, были приговорены к сожжению.

## Издания и переводы
После издания экземпляра, датированного 1756 годом, произведение пережило пять переизданий в 1767 году, среди которых, вероятно, были и некоторые зарубежные печатные версии.  В XVIII и XIX веках зафиксировано двенадцать дополнительных франкоязычных изданий этого труда, причём последнее из них на тот момент вышло в 1834 году. В некоторых случаях Le christianisme dévoilé включали в предполагаемые собрания сочинений Буланже. Среди издателей, установленных по дошедшим до нас накладным, — Марк-Мишель Рей из Амстердама, который начиная с середины XVIII века был главным издателем французских философов эпохи Просвещения.
Первая англоязычная версия, переведённая американцем Уильямом Мартином Джонсоном, была напечатана в Нью-Йорке в 1795 году. Испанский перевод появился в 1821 году, а русский — лишь в 1924. Единственное на сегодня немецкое издание было подготовлено Манфредом Науманном в 1970 году вместе с двумя другими работами Гольбаха.

## Приём
Первое издание книги, по-видимому, быстро разошлось, либо его распространение было сильно ограничено из-за преследований со стороны властей, поскольку в Mémoires secrets (рус. Секретные мемуары), опубликованных под именем Башомона, в 1766 году её называют «недавно напечатанным и весьма редким сочинением». В то же время уже в 1767 году вышло пять переизданий, а высокая цена экземпляра — по словам Дидро, до четырёх луидоров — свидетельствовала о его успехе у французской публики. Тем не менее, влияние этой работы оказалось значительно слабее, чем у более поздней «Системы природы», которая стала вершиной атеистическо-материалистического движения.

### Реакция философского окружения Гольбаха
В письме к Дамилавилю от 24 сентября 1766 года Вольтер отозвался о содержании книги с одобрением. Он не только поздравил автора, но и выразил своё уважение:
Как вы знаете, вышла новая книга покойного месье Буланже. Этот Буланже [Буланже — по-французски „пекарь“] замесил тесто, которое не каждый желудок переварит. В нескольких местах тесто немного кисловато, но в целом его хлеб крепок и питателен […] Мои комплименты автору книги. Обнимаю его тысячу раз. Ecr. l'inf.
Несколькими неделями позже Дидро в письме к Вольтеру упомянул о новой книге, вероятно «Разоблачённом христианстве». Он опасался, что произведение спровоцирует власти на репрессии, и восхищался смелостью автора:
Этот человек взял факел из ваших рук, гордо вошёл в их соломенное здание и поджёг его со всех сторон.
Сам Гольбах лишь кратко высказался о своей работе в письме к другу, адвокату Сервану, отметив, что она «вызвала огромный и вполне заслуженный резонанс». В дальнейшем он предпочитал оставаться в тени и редко ссылался на свой ранний труд в последующих произведениях. 

Вопреки ожиданиям, которые могли возникнуть после выступлений Вольтера против католической церкви, его оценка книги вскоре изменилась в негативную сторону:
Вы сообщаете мне, что в вашем обществе мне приписывают «Разоблачённое христианство» покойного господина Буланже. Уверяю вас, что осведомленные люди отнюдь не приписывают мне этого сочинения. Как и вы, я признаю, что в нем есть ясность, пыл, иногда красноречие; но оно полно повторений, небрежностей, языковых ошибок. […] Эта книга полностью противоречит моим убеждениям. Она ведет к атеизму, к которому я питаю отвращение. Я всегда рассматривал атеизм как самое большое заблуждение разума, ибо настолько же смешно утверждать, что устройство мира не доказывает существование верховного создателя, насколько было бы непростительной дерзостью заявить, что часы не доказывают существование часовщика. Я не одобряю этой книги и как гражданин: автор слишком враждебен к властям. Люди, мыслящие подобно ему, устроили бы только анархию.
Сохранённые пометки Вольтера на полях его экземпляра книги не оставляют сомнений в том, что её появление вызвало у него раздражение и предвосхитило его неприятие откровенно атеистической «Системы природы» Гольбаха. Эта реакция подчёркивает раскол между Вольтером и более радикальными философами — Дидро и Гольбахом, которые, в отличие от него, отвергали как моральную пользу веры в Бога, так и стратегический союз просветителей с правящими властями.

### Другие современные критики
Немецкий дипломат и писатель Фридрих Мельхиор Гримм, многолетний участник философских ужинов, устраиваемых в доме Гольбаха, в своей рецензии охарактеризовал книгу «Разоблачённое христианство» как «самую смелую и ужасающую книгу, которая когда-либо появлялась в мире». Он отметил, что, хотя из неё нельзя почерпнуть ничего нового, она всё же вызывает интерес.
В отличие от этого, немецкая общественность восприняла произведение крайне негативно. Так, в «Гёттингенских учёных ведомостях» писали, что книга «полна насмешек, по большей части грубых, а также бранных выражений; и написана скорее в стиле пасквиля, чем серьёзного опровержения». Иоганн Кристоф фон Цабюсниг, будущий мэр Аугсбурга, высказался о сочинении следующим образом:
Всё это «Разоблачённое христианство» представляет собой безбожный сборник нелепостей, богохульств, проклятий и столь же нелепых, сколь и оскорбительных умозаключений. В нём царит мрачный и меланхолический фанатизм, стремящийся уничтожить всякую религию. […] Подобное чудовищное порождение могло возникнуть лишь в воспалённом уме. […] Тем не менее это произведение было встречено с одобрением, но лишь той категорией людей, которые скорее готовы ослепнуть от сочинений безумного богоборчества, чем просветить разум с помощью разумных книг; тех, кто восхваляет бунтовщика лишь потому, что сами причастны к мятежу.

### Реакция христианских апологетов
В ответ на труд Гольбаха теолог Никола-Сильвестр Бержье опубликовал в 1769 году двухтомную Apologie de la religion chrétienne, contre l’auteur du Christianisme dévoilé et contre quelques autres critiques (рус. Апология христианской религии), которая выдержана в традиционном стиле католической апологетики. Опираясь на Фому Аквинского, Бержье утверждает, что разум не противоречит христианству, а присутствует в нём на всех уровнях. Что касается откровения, то разум сам подсказывает, что его следует принимать на веру без дополнительной проверки. Если же это откровение не всеми воспринимается одинаково, то причина кроется в бесконечной и непостижимой природе Бога.
По мнению Бержье, борьба автора «Разоблачённого христианства» против религиозной тирании лишь подготовляет тиранию светских законов, которые в отсутствие религии неизбежно станут гораздо суровее. Попытки убедить правителей ввести свободу мысли обречены на провал, поскольку нехристианские народы значительно отстают от христианских. Кроме того, ошибочно утверждать, будто христианство подстрекает к мятежам — они происходили во все времена. Даже если бы христианство было бесполезным, его следовало сохранить, так как иначе его место заняла бы ещё худшая религия. 

Бержье неоднократно упрекает автора в искажении христианской веры, чтобы представить её в максимально неприглядном свете. Например, Гольбах ошибается, утверждая, будто христианский Бог обрекает большинство людей на муки ада:
Бог не наказывает за невольное неведение; Он не осудит никого за незнание Евангелия, если только у человека не было возможности его познать.
Столь же клеветническим является заявление, будто вечная жизнь уготована лишь немногим избранным, — согласно Писанию, небесное блаженство есть награда за добрые дела, особенно за милосердие. Рассуждая о теодицее, Бержье отчасти опирается на идеи Пьера Бейля, утверждавшего, что «бесконечная пропасть» отделяет действия Бога от поступков людей. Человек обязан проявлять доброту к ближним, поскольку его возможности ограничены, но требовать того же от всемогущего Бога абсурдно. 
Хотя позднее апологеты уделяли больше внимания «Системе природы» Гольбаха, «Разоблачённое христианство» ещё долго цитировалось — как протестантами, вроде Жакоба Верна, так и католиками, такими как Жан-Рене Сиго де Ла Фон, иезуитом Клод-Адрианом Ноннотом, бенедиктинцем Луи-Майелем Шодоном и противником Просвещения Антуаном Сабатье де Кастром.

### Дальнейшее влияние и современные оценки
Бруно Бауэр, представитель младогегельянства, в своём раннем религиоведческом труде «Раскрытое христианство» (1843) заимствовал название из работы Le christianisme dévoilé. В этой книге Бауэр неоднократно цитирует произведения Гольбаха.
В 2009 году Вульф Келлервессель опубликовал в журнале Aufklärung und Kritik детальный анализ идей Гольбаха, пришёл к выводу, что аргументация последнего весьма неравномерна по своей убедительности. Так, психологические и личностные возражения Гольбаха, например, его утверждение о психологической невозможности любви к библейскому Богу, представляются эмпирически сомнительными. Критика колонизации и насильственной христианизации как следствия моральных установок религии также во многом устарела. Напротив, более весомыми выглядят его замечания о языковых и логических противоречиях, которые остаются серьёзной проблемой не только для христианства, но и для других монотеистических религий. 
Подводя итоги, Келлервессель отмечает, что просветительский анализ в «Раскрытом христианстве» во многих существенных аспектах представляет собой рациональное осмысление проблемных элементов вероучения, сохраняя актуальность как критика определённых религиозных представлений. Стремление Гольбаха разоблачить религиозные идеи как предрассудки делает его текст «интересным и достойным внимания даже сегодня». 

### Издания на русском языке
- Поль Гольбах. Разоблачённое христианство, или Исследование начал и выводов христианской религии / пер. И. Б. Румера, Я. Виткинда; под ред. А. М. Деборина. — М.: Материалист, 1924. — 182 с. — (Атеистические памфлеты XVIII столетия).
- Поль Гольбах. Священная зараза. Разоблачённое христианство / под ред. И. К. Луппола. — М.: ГАИЗ, 1936. — С. 211—334. — 340 с.
- П. Гольбах. Разоблачённое христианство, или Рассмотрение начал христианской религии и её последствий / пер. с франц. Ф. Д. Капелюша; под ред. И. К. Луппола. — 2-е изд. — М.: URSS, 2022. — 152 с. — (Рационалистический подход к явлению „религия“). — ISBN 978-5-9710-9673-3.